# Mata Nacional do Buçaco
A Mata Nacional do Buçaco (Bussaco na grafia antiga), ou Cerca do Antigo Convento dos Carmelitas Descalços da Província de Portugal, é uma área protegida localizada na Serra do Buçaco, freguesia de Luso, município da Mealhada.
A Mata Nacional do Buçaco está classificado como Monumento Nacional desde 2018.

## História
Foi plantada pela Ordem dos Carmelitas Descalços no primeiro quarto do século XVII, encontrando-se delimitada pelos muros erguidos pela ordem para limitar o acesso à mata. Os Carmelitas construíram também aí o Convento de Santa Cruz do Buçaco, destinado a albergar essa ordem monástica, que existiu entre 1628 e 1834, data da extinção das ordens religiosas em Portugal.
Em 1888 foi iniciada a construção do Palácio Real (actualmente Palace Hotel do Buçaco) no local do convento, sendo este parcialmente demolido para o efeito.

## Descrição
A Mata Nacional do Buçaco possui espécies vegetais do mundo inteiro importadas pela Ordem dos Carmelitas Descalços, incluindo o célebre cedro-do-buçaco (Cupressus lusitanica). Localiza-se aqui um habitat único: o adernal, cuja distribuição mundial se circunscreve aos escassos hectares existentes no Buçaco.

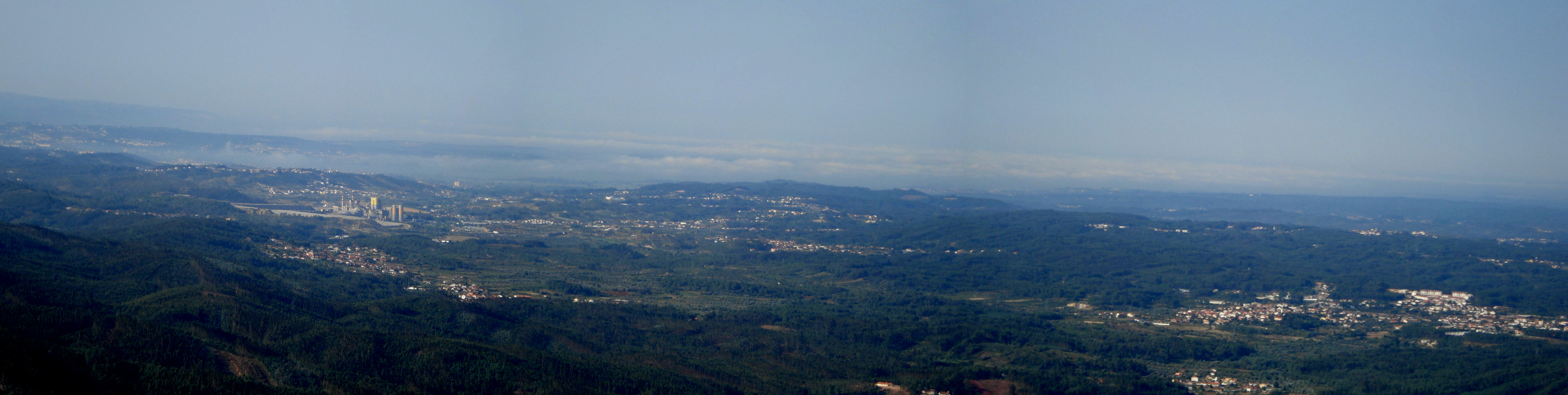
Fotomontagem da paisagem a partir do miradouro da Cruz Alta (Buçaco) desde Souselas até Pampilhosa

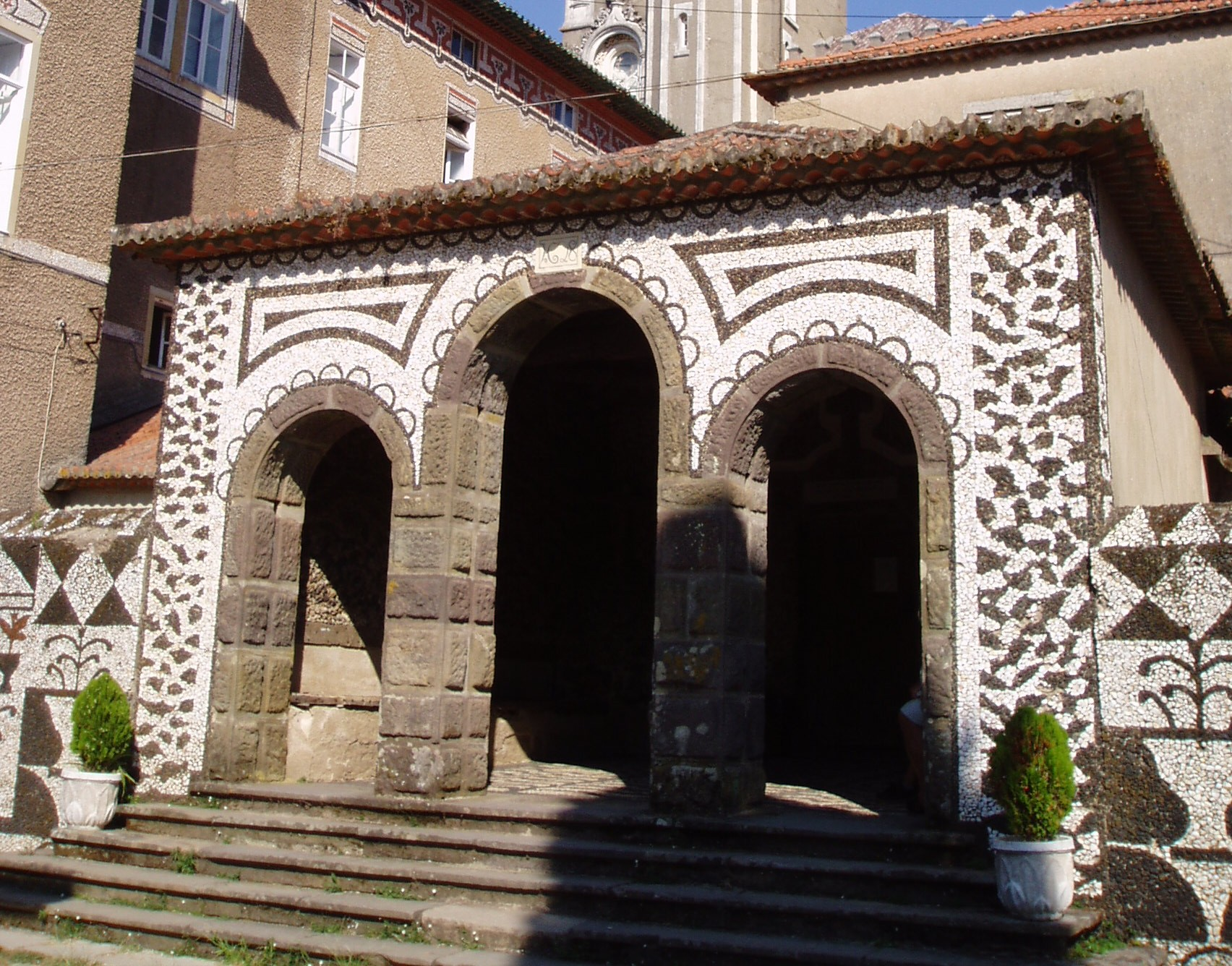
Convento de Santa Cruz
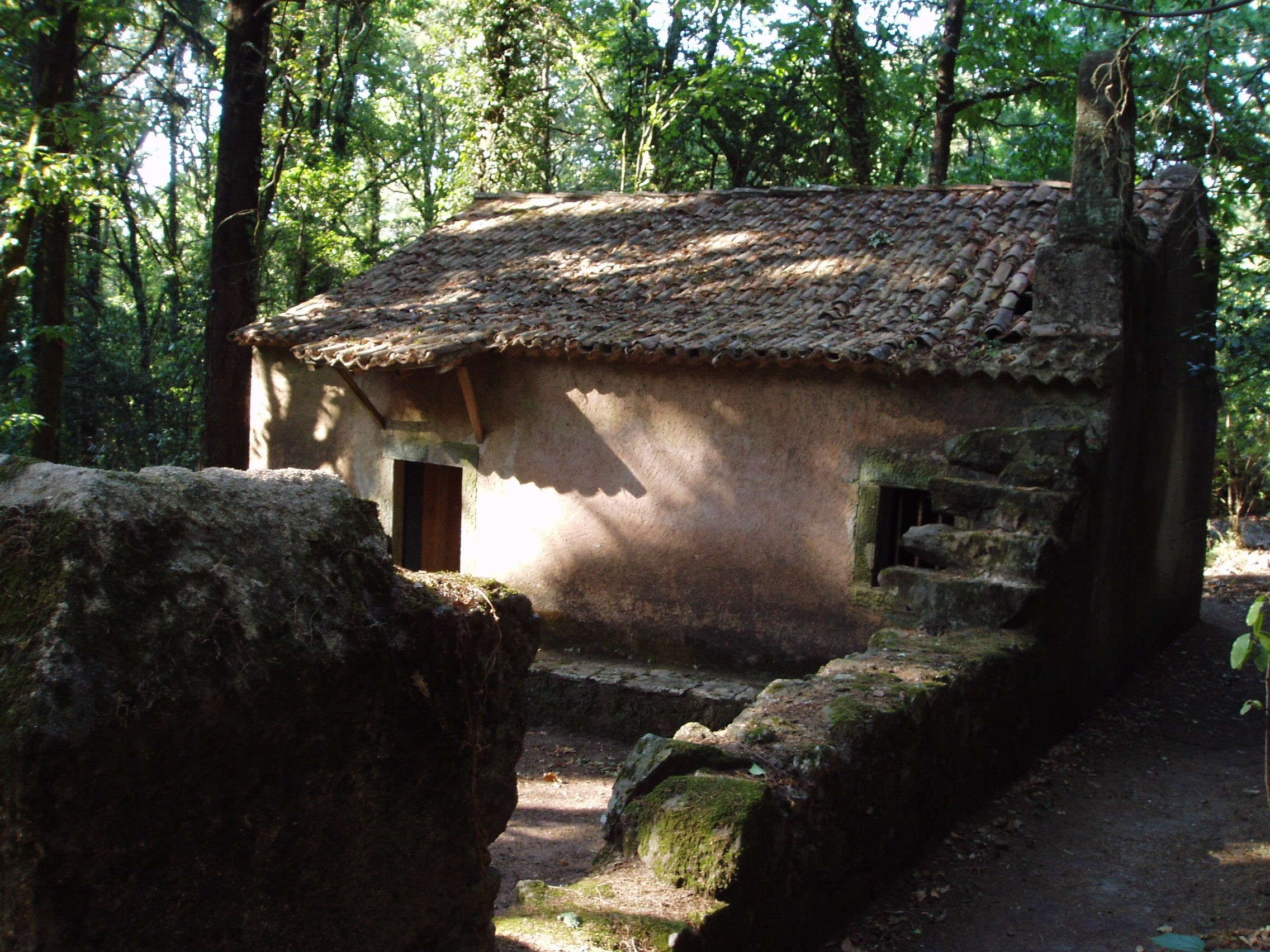
Ermida do Buçaco
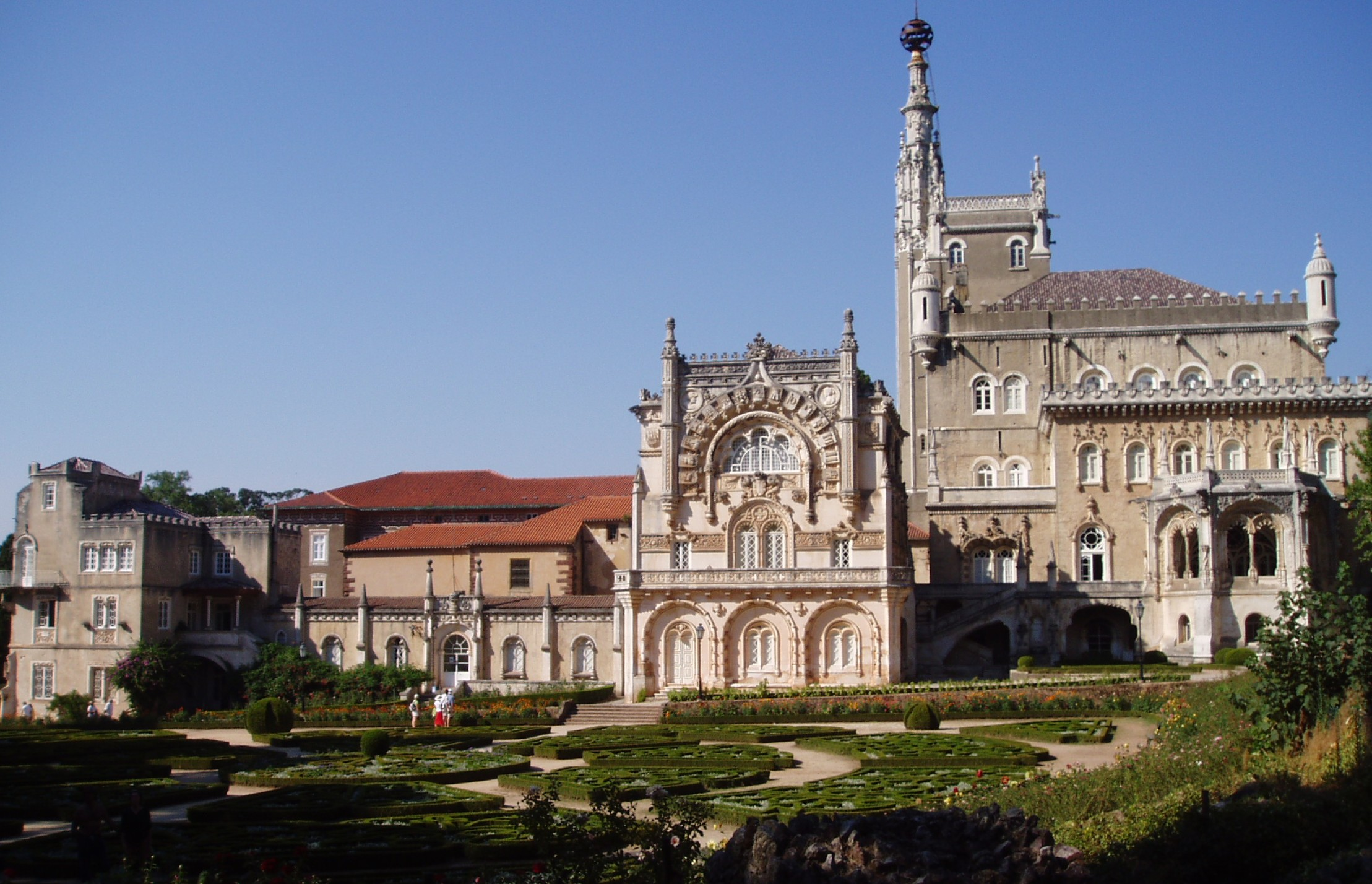
Palace Hotel do Buçaco
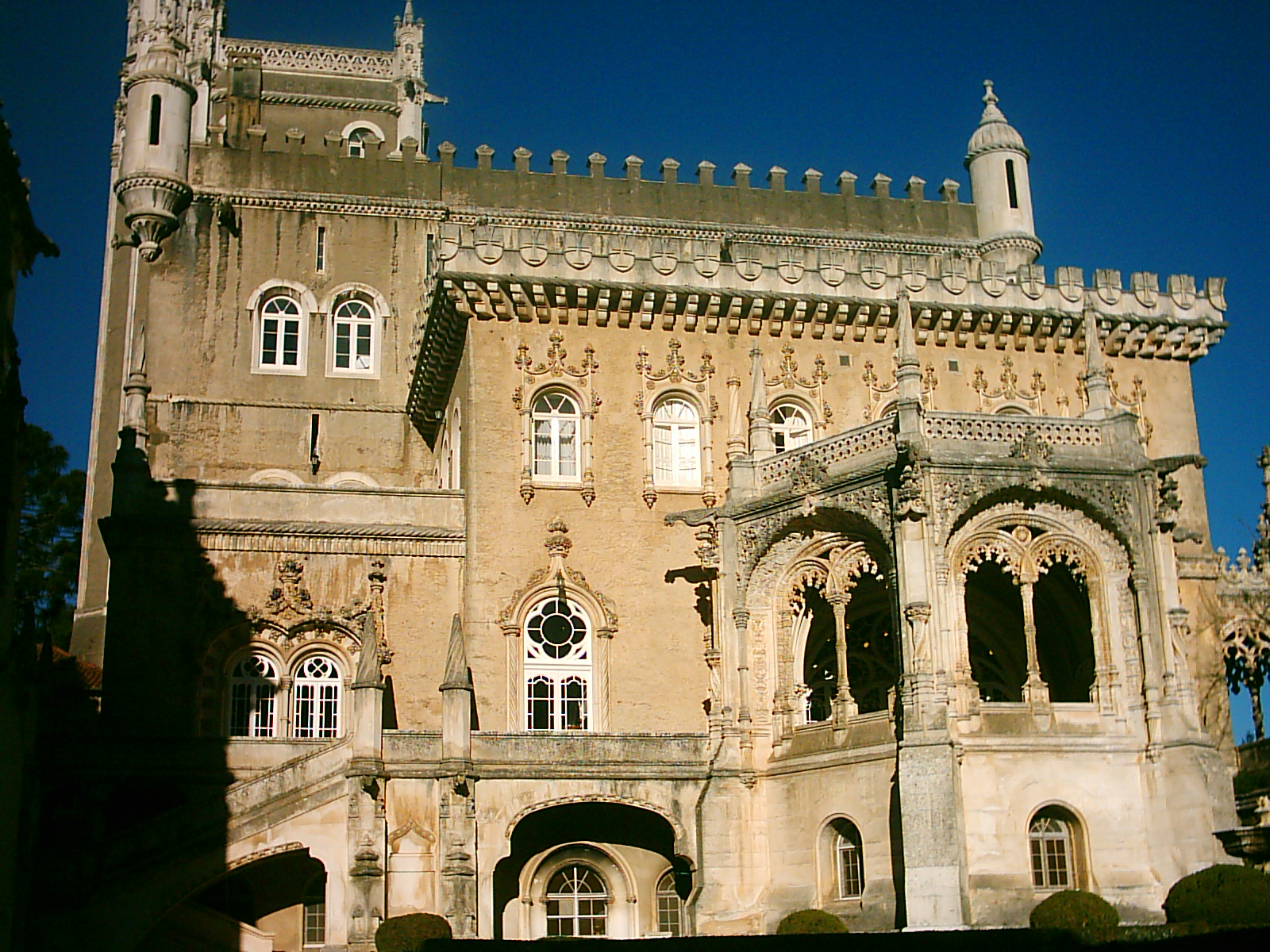
Palácio